# Чатрал Санге Дордже
Чатрал Санге Дордже (англ. Chatral Sangye Dorje) (18 червня 1913—30 грудня 2015) — відомий майстер Дзогчен. Народився в 1913 році в селі повіту Ньяронг в Кхамі, але незабаром із своєю сім'єю переїхав до повіту Амдо.

## Коротка біографія
У віці 15 років він відкинув привязку до своїх рідних і відправився вчитися і практикувати у багатьох великих вчителів. Подорожував він тільки пішки і відмовлявся зупинятися у звичайних хазяїв, надаючи перевагу хижам аскетів, печерам або власному невеличкому наметові.
Чатрал Рінпоче завжди уникав політики або регламентованості в своєму житті, замість цього вибираючи життя йогіна. Він завжди дотримувався аскетичної практики. Рінпоче особливо відомий за своє строге вегетаріанство і щорічну практику викупу життів мільйонів живих істот в Індії і Непалі.